# Mereżka

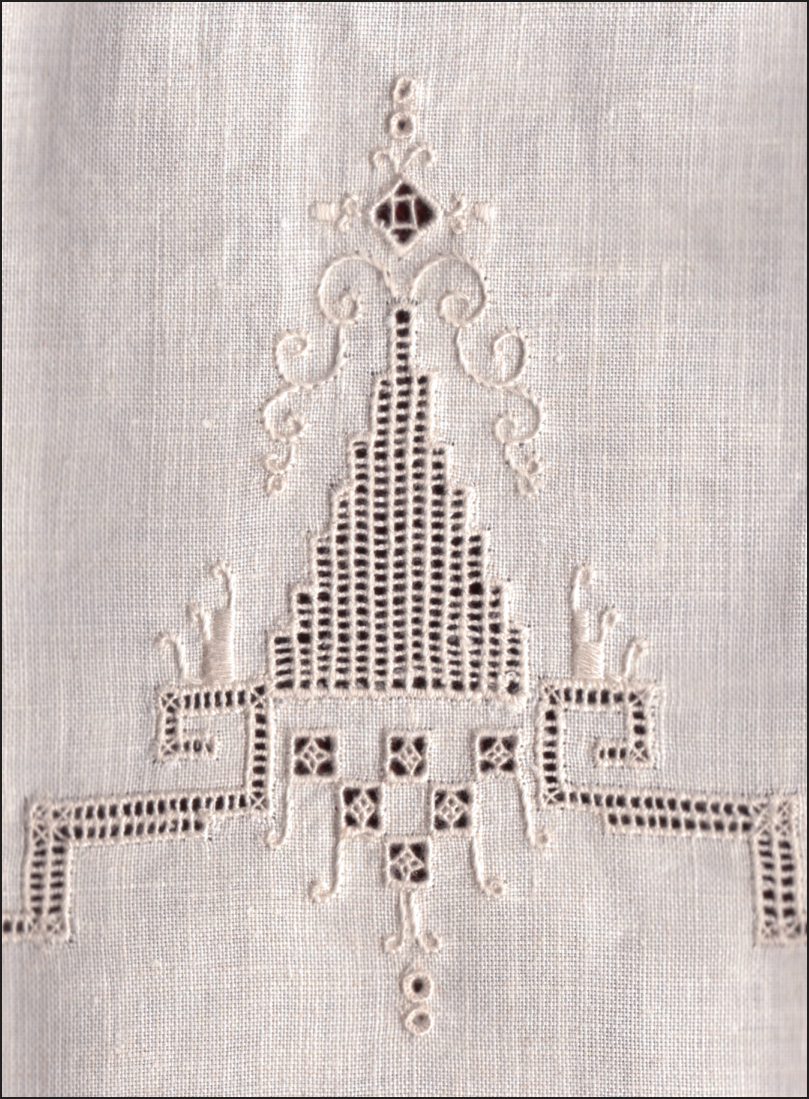

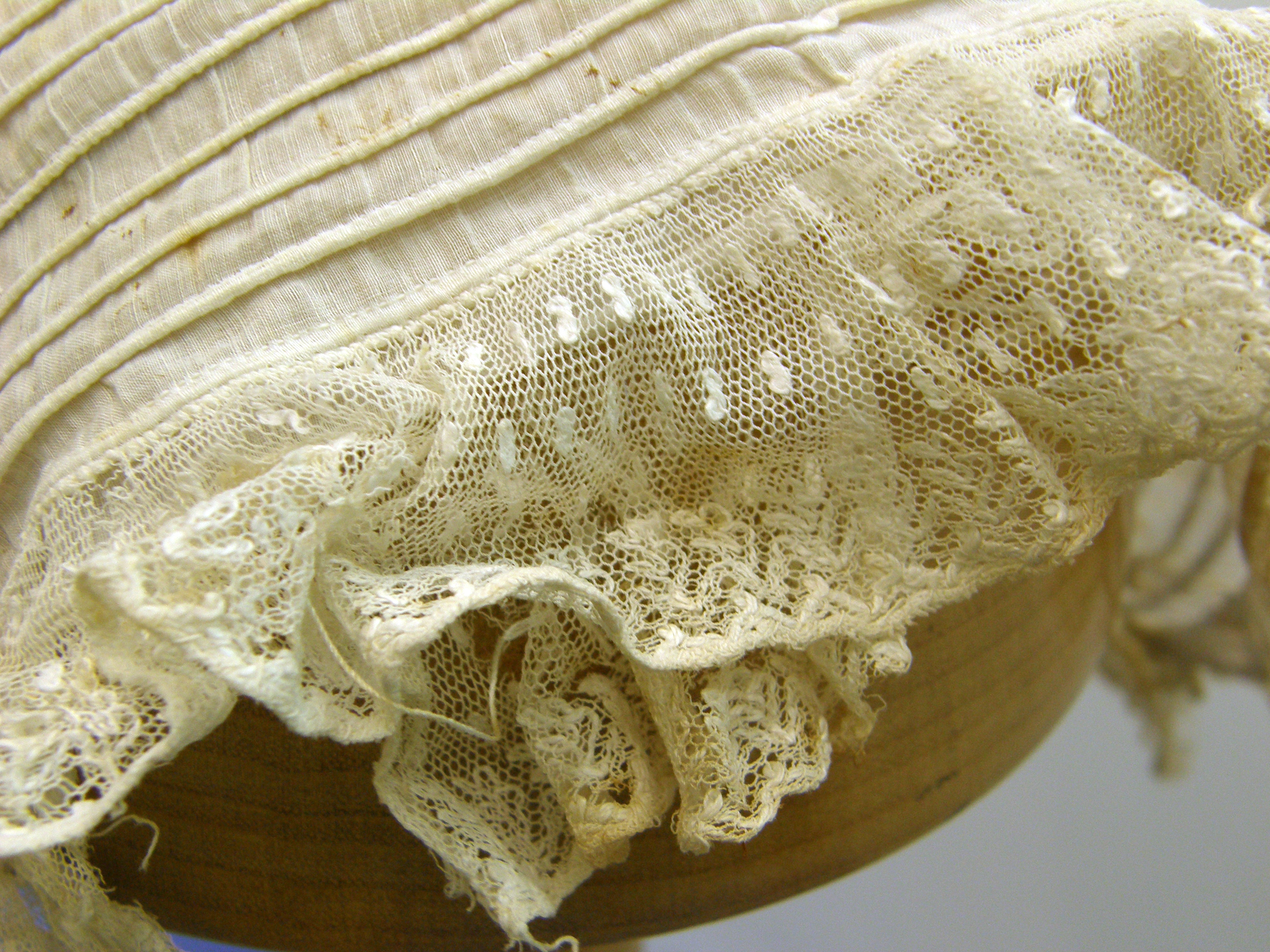
Czepek dziecięcy z zastosowanym haftem mereżkowym

Mereżka – technika haftu ażurowego, polegająca na tym, że wysnuwa się nitki z tkaniny zawsze w jednym kierunku.
Przed wycięciem nitek należy dokładnie obrębić brzegi z obu stron okrętką. Brzegi mereżki, gdzie nitki nie będą wycinane, obszywa się różnymi ściegami powodującymi podzielenie nitek na pęczki.
Ściegi używane do obrzucania brzegów mereżki to: ażurek ściągany, piłeczka, ścieg obrębkowy.
Mereżkę stosowano także w stroju ludowym na terenach Polski, np. w stroju dolnośląskim i Lachów limanowskich.
Słowo mereżka jest rutenizmem. W wersji polskiej powinno mieć postać mrzeżka (por. cze. mříž).